# Thomas the Tank Engine (videogioco)
Thomas the Tank Engine o Thomas the Tank Engine & Friends (titolo usato di solito solo sulle copertine) è un videogioco tratto dal cartone animato Il trenino Thomas e pubblicato a basso costo dall'editrice britannica Alternative Software nel 1990-1991 per i computer a 8 bit Amstrad CPC, Commodore 64 e ZX Spectrum e nel 1992 per i computer a 16 bit Amiga, Atari ST e MS-DOS. 
Fu seguito, solo per i computer a 16 bit, da Thomas the Tank Engine 2 (1993), che introduce la modalità multigiocatore simultanea. I due giochi uscirono anche insieme nella raccolta Thomas the Tank Engine: The Collection.
Nel 1993 uscirono anche dei Thomas the Tank Engine & Friends per le console SNES e Mega Drive, editi da THQ, ma non sono conversioni, e costituiscono altri due giochi del tutto differenti.

## Modalità di gioco
Il giocatore controlla la locomotiva Thomas e deve svolgere sette compiti datigli dal Controllore Grasso, il cui obiettivo è sempre trasportare un certo carico fino a un traguardo situato all'estremo opposto di una rete di binari. Ciascun compito va svolto entro un tempo massimo, rappresentato da un'immagine del sole che percorre il cielo fino al tramonto. I compiti sono selezionabili liberamente in qualsiasi ordine, inoltre sono disponibili due livelli di difficoltà generale per tutta la partita, il più basso pensato per i giocatori più piccoli.
Ogni percorso è mostrato con visuale inclinata e si sviluppa in orizzontale, nelle versioni a 8 bit su varie schermate consecutive e nelle versioni a 16 bit con scorrimento. Thomas parte dall'estremità sinistra dello scenario, deve agganciare un vagone lungo il percorso e quindi raggiungere l'estremità destra. Ci sono diversi tratti di binari orizzontali, collegati da scambi, alcuni terminanti in un fine corsa. Thomas può andare avanti e indietro a diverse velocità e cambiare binario alle giunzioni.
Sui binari si incontrano altre locomotive, ispirate ad altri personaggi della serie, che seguono percorsi fissi e devono essere evitate. Possono esserci anche rocce e altre ostruzioni sui binari. Nelle versioni a 8 bit questi ostacoli sono casuali e possono anche trovarsi in posizioni impossibili da aggirare, nel qual caso occorre uscire e rientrare nella schermata per ottenere una nuova posizione casuale. Sempre su 8 bit, al livello difficile c'è anche il rischio di deragliare se si prende una curva troppo velocemente, mentre su 16 bit bisogna andare piano in alcuni punti con i binari in brutte condizioni.
In caso di incidente di qualunque tipo si viene rimandati indietro di un paio di schermate lungo il percorso, poi si riparte normalmente; la sconfitta si ha solo per esaurimento del tempo. Sui binari si possono trovare anche bonus da raccogliere.
Le conversioni a 16 bit hanno inoltre alcune modalità di gioco aggiuntive. Dal menù principale si può selezionare un altro gioco indipendente chiamato Memory game, una versione di Memoria con figure di personaggi del cartone, affrontabile contro il computer oppure a due giocatori. Durante il gioco principale invece è occasionalmente possibile accedere a livelli bonus, dove si devono battere alcuni amici in una gara di pura velocità su binari paralleli, premendo ripetutamente il pulsante di fuoco.